# Simargl

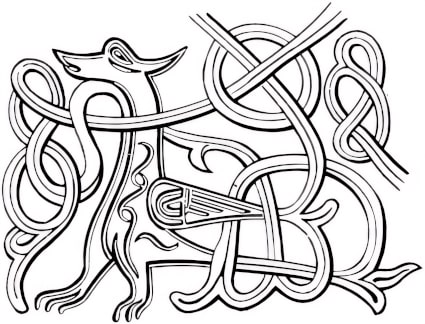
Représentation de Simargl sur un bracelet (XIIe - XIIIe s.)

Semargl, Simargl ou Semargl-Pereplut, est un dieu ou une créature de la mythologie slave dont la fonction n'est pas établie. Il semble s'être agi d'un dieu important, puisqu'il est dit dans la Chronique de Nestor que parmi les idoles en bois que le prince Vladimir avait établi vers 980 sur une éminence à Kiev figurait Simargl, en compagnie de Péroun, Khors, Dajbog, Stribog et Mokoch.
Il n'apparaît que dans le panthéon de Vladimir et n'a pas de représentation anthropomorphique : il est figuré comme un chien ailé ou comme un animal mi-oiseau mi-lion. Il pourrait être un dieu du feu et de la lune, ou encore des récoltes et des plantes.
Dans le Livre de Vélès (très probablement apocryphe), il est le père de Skif - fondateur de Skifia (la Scythie).

## Dénomination
Son nom ne semble pas d'origine slave, même si on a pu évoquer l'hypothèse qu'il provenait de *sedmor(o)-golvъ « qui a sept têtes », ou encore de Семи-Ярило (Sept-Yarilo) ; on sait en effet que les anciens Slaves adoraient des idoles à plusieurs têtes. D'autres étymologistes le rapprocheraient de Sim (dieu des troupeaux) et Rgl (dieu du blé) (ou noms en rapport avec le culte du feu ?), mais ceci n'est pas confirmé.
Louis Léger (voir bibliographie) mentionne d'autres hypothèses étymologiques tout aussi hasardeuses, comme celle tirée d'un texte de la Bible (Deuxième livre des Rois, XVII), qui dit que « les nations firent chacun leurs dieux : les gens de Cuth (Kuta) firent Nergal (τήν Ἐργέλ), les gens de Hamath firent Aschima (τήν Ἀσιμάθ) ». Il remarque toutefois que ces deux noms sont féminins alors que Simargl est masculin.
On le rapproche généralement de Simorgh, aussi représenté comme un griffon au corps de chien, qui serait son homologue dans la mythologie perse. Selon Francis Conte, « Khors et Simargl sont des emprunts directs aux populations iraniennes des steppes bordant la mer Noire. Simargl ou Simarg sont des formes sarmates, que l'on retrouve dans le terme marg, qui signifie "oiseau" en ossète moderne (...) Or ces Ossètes sont les descendants directs des Sarmates-Alains. »